# Gellainville
Gellainville est une commune française située dans le département d'Eure-et-Loir en région Centre-Val de Loire.

## Géographie

### Situation
La commune se situe à 2 km de Chartres sur la route nationale 154 en direction d'Orléans.

Situation géographique
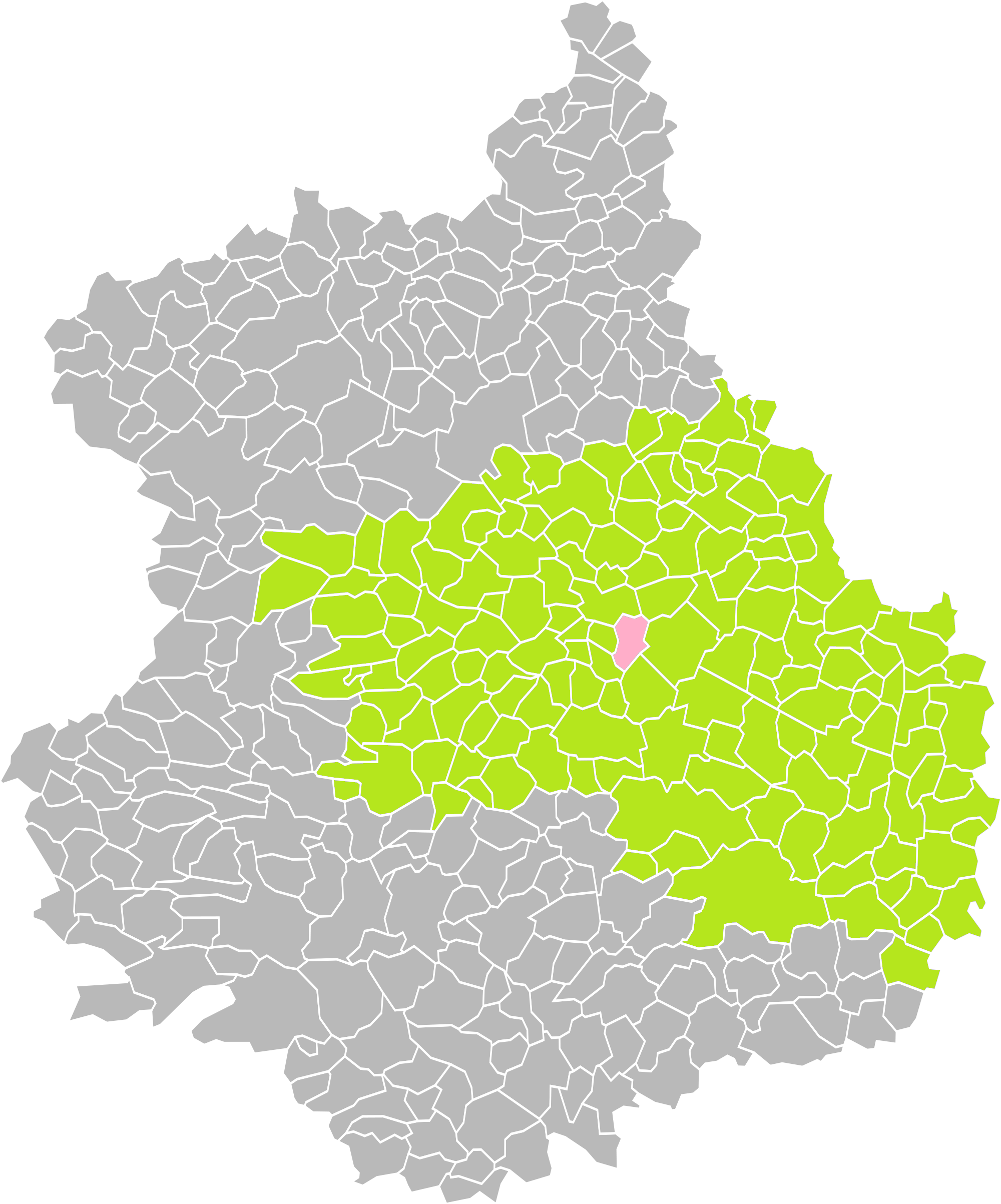
Gellainville (Eure-et-Loir) dans son arrondissement.
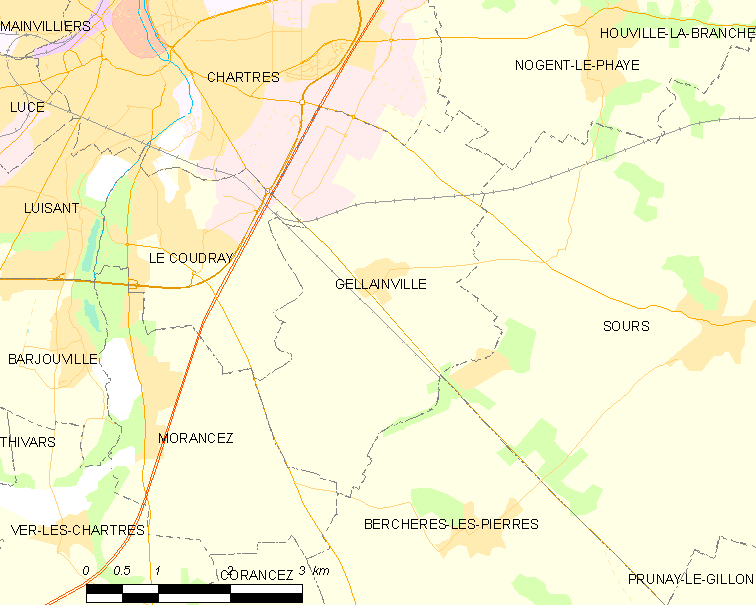
Carte de la commune de Gellainville.

### Communes limitrophes
| Chartres   | Chartres              | Nogent-le-Phaye       |
| Le Coudray | Gellainville          | Sours                 |
| Morancez   | Berchères-les-Pierres | Berchères-les-Pierres |

### Hameaux et écarts
- Bonville, sur la RN 154.

### Climat
Pour des articles plus généraux, voir Climat du Centre-Val de Loire et Climat d'Eure-et-Loir.
En 2010, le climat de la commune est de type climat océanique dégradé des plaines du Centre et du Nord, selon une étude du CNRS s'appuyant sur une série de données couvrant la période 1971-2000. En 2020, Météo-France publie une typologie des climats de la France métropolitaine dans laquelle la commune est exposée à un climat océanique altéré et est dans la région climatique  Sud-ouest du bassin Parisien, caractérisée par une faible pluviométrie, notamment au printemps (120 à 150 mm) et un hiver froid (3,5 °C). 
Pour la période 1971-2000, la température annuelle moyenne est de 10,5 °C, avec une amplitude thermique annuelle de 14,8 °C. Le cumul annuel moyen de précipitations est de 629 mm, avec 10,7 jours de précipitations en janvier et 7,7 jours en juillet. Pour la période 1991-2020, la température moyenne annuelle observée sur la station météorologique de Météo-France la plus proche, sur la commune de Sours à 5 km à vol d'oiseau, est de 11,6 °C et le cumul annuel moyen de précipitations est de 587,6 mm,. Pour l'avenir, les paramètres climatiques de la commune estimés pour 2050 selon différents scénarios d'émission de gaz à effet de serre sont consultables sur un site dédié publié par Météo-France en novembre 2022.

## Urbanisme

### Typologie
Au 1er janvier 2024, Gellainville est catégorisée commune rurale à habitat dispersé, selon la nouvelle grille communale de densité à 7 niveaux définie par l'Insee en 2022.
Elle est située hors unité urbaine. Par ailleurs la commune fait partie de l'aire d'attraction de Chartres, dont elle est une commune de la couronne,. Cette aire, qui regroupe 117 communes, est catégorisée dans les aires de 50 000 à moins de 200 000 habitants,.

### Occupation des sols
L'occupation des sols de la commune, telle qu'elle ressort de la base de données européenne d’occupation biophysique des sols Corine Land Cover (CLC), est marquée par l'importance des territoires agricoles (84,8 % en 2018), en diminution par rapport à 1990 (94,3 %). La répartition détaillée en 2018 est la suivante : 
terres arables (84,8 %), zones industrielles ou commerciales et réseaux de communication (11,1 %), zones urbanisées (3,4 %), forêts (0,7 %). L'évolution de l’occupation des sols de la commune et de ses infrastructures peut être observée sur les différentes représentations cartographiques du territoire : la carte de Cassini (XVIIIe siècle), la carte d'état-major (1820-1866) et les cartes ou photos aériennes de l'IGN pour la période actuelle (1950 à aujourd'hui).

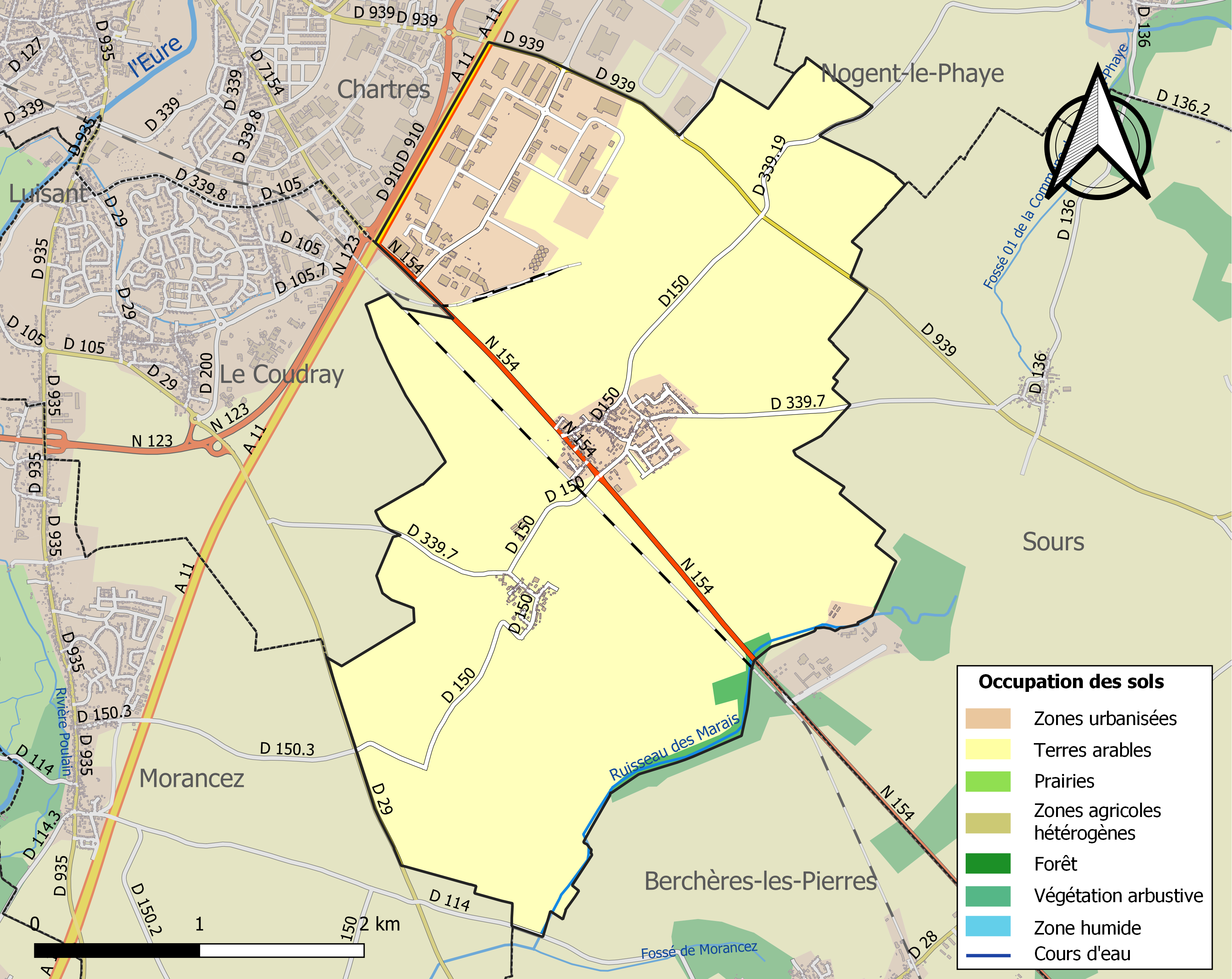
Carte des infrastructures et de l'occupation des sols de la commune en 2018 (CLC).

### Risques majeurs
Le territoire de la commune de Gellainville est vulnérable à différents aléas naturels : météorologiques (tempête, orage, neige, grand froid, canicule ou sécheresse), inondations, mouvements de terrains et séisme (sismicité très faible). Il est également exposé à un risque technologique, le transport de matières dangereuses. Un site publié par le BRGM permet d'évaluer simplement et rapidement les risques d'un bien localisé soit par son adresse soit par le numéro de sa parcelle.

#### Risques naturels
Certaines parties du territoire communal sont susceptibles d’être affectées par le risque d’inondation par débordement de cours d'eau, notamment La commune a été reconnue en état de catastrophe naturelle au titre des dommages causés par les inondations et coulées de boue survenues en 1999 et 2021,.

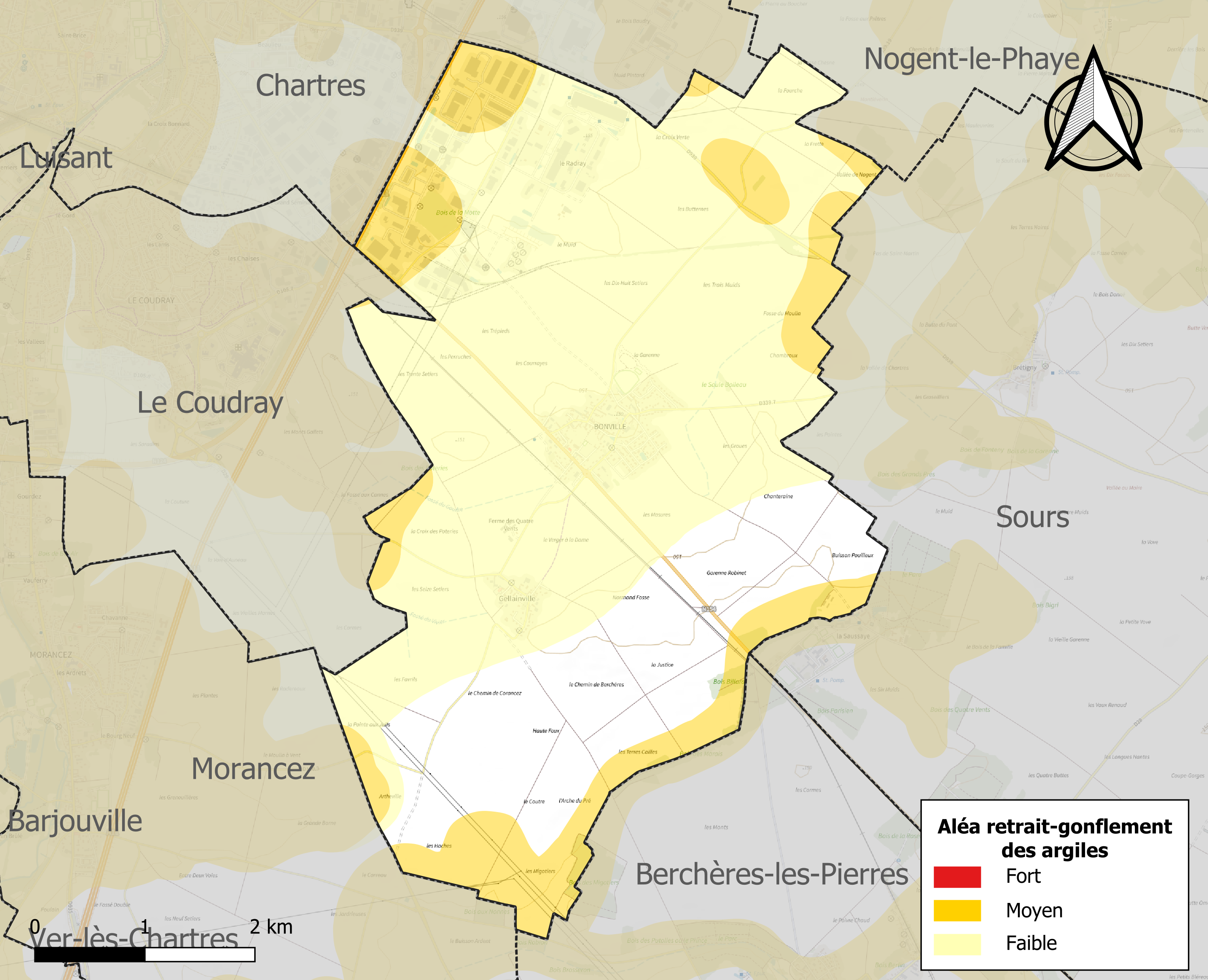
Carte des zones d'aléa retrait-gonflement des sols argileux de Gellainville.

La commune est vulnérable au risque de mouvements de terrains constitué principalement du retrait-gonflement des sols argileux. Cet aléa est susceptible d'engendrer des dommages importants aux bâtiments en cas d’alternance de périodes de sécheresse et de pluie. 17,9 % de la superficie communale est en aléa moyen ou fort (52,8 % au niveau départemental et 48,5 % au niveau national). Sur les 262 bâtiments dénombrés sur la commune en 2019, 0 sont en aléa moyen ou fort, soit 0 %, à comparer aux 70 % au niveau départemental et 54 % au niveau national. Une cartographie de l'exposition du territoire national au retrait gonflement des sols argileux est disponible sur le site du BRGM,.
Concernant les mouvements de terrains, la commune a été reconnue en état de catastrophe naturelle au titre des dommages causés par la sécheresse en 1989 et par des mouvements de terrain en 1999.

#### Risques technologiques
Le risque de transport de matières dangereuses sur la commune est lié à sa traversée par des infrastructures routières ou ferroviaires importantes ou la présence d'une canalisation de transport d'hydrocarbures. Un accident se produisant sur de telles infrastructures est en effet susceptible d’avoir des effets graves au bâti ou aux personnes jusqu’à 350 m, selon la nature du matériau transporté. Des dispositions d’urbanisme peuvent être préconisées en conséquence.

## Toponymie
Le nom de la localité est attesté sous la forme Gisleinvilla vers 1160.

## Politique et administration

### Liste des maires
| Période                                  | Période      | Identité         | Étiquette | Qualité  |
| ---------------------------------------- | ------------ | ---------------- | --------- | -------- |
| Mars 2001                                | Juillet 2020 | Michel Préveaux  | DVG       | Retraité |
| Juillet 2020                             | En cours     | Christophe Leroy |           |          |
| Les données manquantes sont à compléter. |              |                  |           |          |

## Population et société

### Démographie
L'évolution du nombre d'habitants est connue à travers les recensements de la population effectués dans la commune depuis 1793. Pour les communes de moins de 10 000 habitants, une enquête de recensement portant sur toute la population est réalisée tous les cinq ans, les populations de référence des années intermédiaires étant quant à elles estimées par interpolation ou extrapolation. Pour la commune, le premier recensement exhaustif entrant dans le cadre du nouveau dispositif a été réalisé en 2008.

En 2022, la commune comptait 763 habitants, en évolution de +12,7 % par rapport à 2016 (Eure-et-Loir : −0,23 %, France hors Mayotte : +2,11 %).
| 1793 | 1800 | 1806 | 1821 | 1831 | 1836 | 1841 | 1846 | 1851 |
| ---- | ---- | ---- | ---- | ---- | ---- | ---- | ---- | ---- |
| 230  | 256  | 276  | 290  | 286  | 272  | 279  | 283  | 285  |

| 1856 | 1861 | 1866 | 1872 | 1876 | 1881 | 1886 | 1891 | 1896 |
| ---- | ---- | ---- | ---- | ---- | ---- | ---- | ---- | ---- |
| 285  | 275  | 273  | 261  | 275  | 259  | 264  | 250  | 245  |

| 1901 | 1906 | 1911 | 1921 | 1926 | 1931 | 1936 | 1946 | 1954 |
| ---- | ---- | ---- | ---- | ---- | ---- | ---- | ---- | ---- |
| 260  | 269  | 259  | 225  | 237  | 236  | 245  | 256  | 280  |

| 1962 | 1968 | 1975 | 1982 | 1990 | 1999 | 2006 | 2008 | 2013 |
| ---- | ---- | ---- | ---- | ---- | ---- | ---- | ---- | ---- |
| 263  | 273  | 291  | 364  | 413  | 409  | 471  | 489  | 660  |

| 2018 | 2022 | - | - | - | - | - | - | - |
| ---- | ---- | - | - | - | - | - | - | - |
| 662  | 763  | - | - | - | - | - | - | - |

### Manifestations culturelles et festivités
- Une foire aux vins, dont l'entrée est gratuite, est organisée chaque année depuis 1983 au mois de septembre ; environ 40 exposants, essentiellement des viticulteurs, vendent leurs produits sur le terrain communal. Des célébrités s'y produisent chaque année comme Sheila (2006), Les Forbans (2005), Carlos, Michel Delpech, Hervé Vilard etc. Cette manifestation se déroule durant une fin de semaine et attire environ 15 000 personnes (année 2005).

### Sports

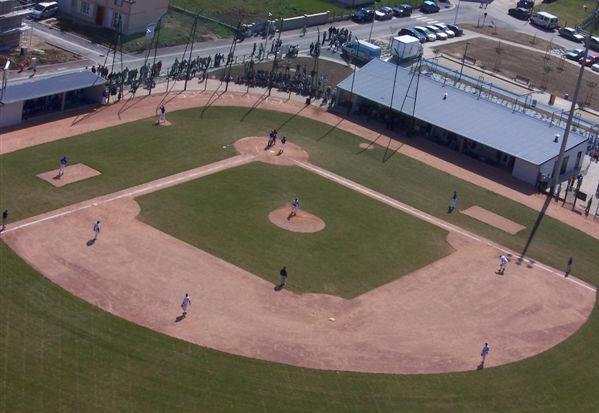
Terrain de baseball.

- Un stade de baseball homologué est en service depuis 2005. Il est utilisé par les French Cubs de Chartres.

## Économie
- En bordure de l'autoroute A11, la commune dispose d'une zone industrielle, desservie par un embranchement de la ligne de Chartres à Orléans. Sont notamment reliés au réseau ferroviaire les silos céréaliers de la Société coopérative agricole d'Eure-et-Loir, cette dernière transférant à Gellainville ses capacités de stockage de Lucé[23].

## Culture locale et patrimoine

### Lieux et monuments

#### Église Saint-Jean-Baptiste

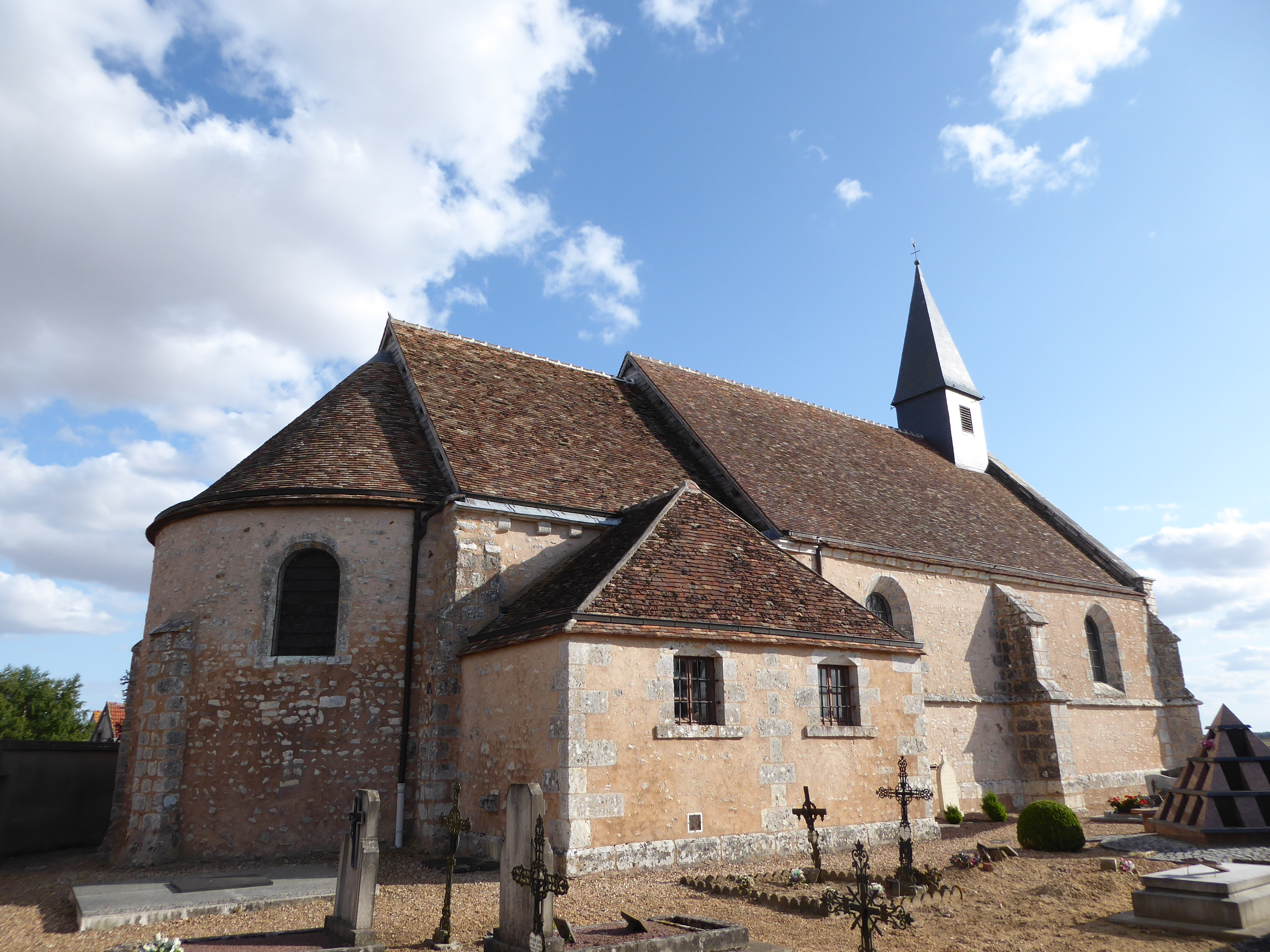
L'église Saint-Jean-Baptiste.

L'église Saint-Jean-Baptiste date du XIe siècle.

#### Autres lieux et monuments
- Le monument aux morts
- la Croix de Gellainville, rue de Corancez, située à la place d'un ancien cromlech[24]

Autres lieux et monuments de Gellainville
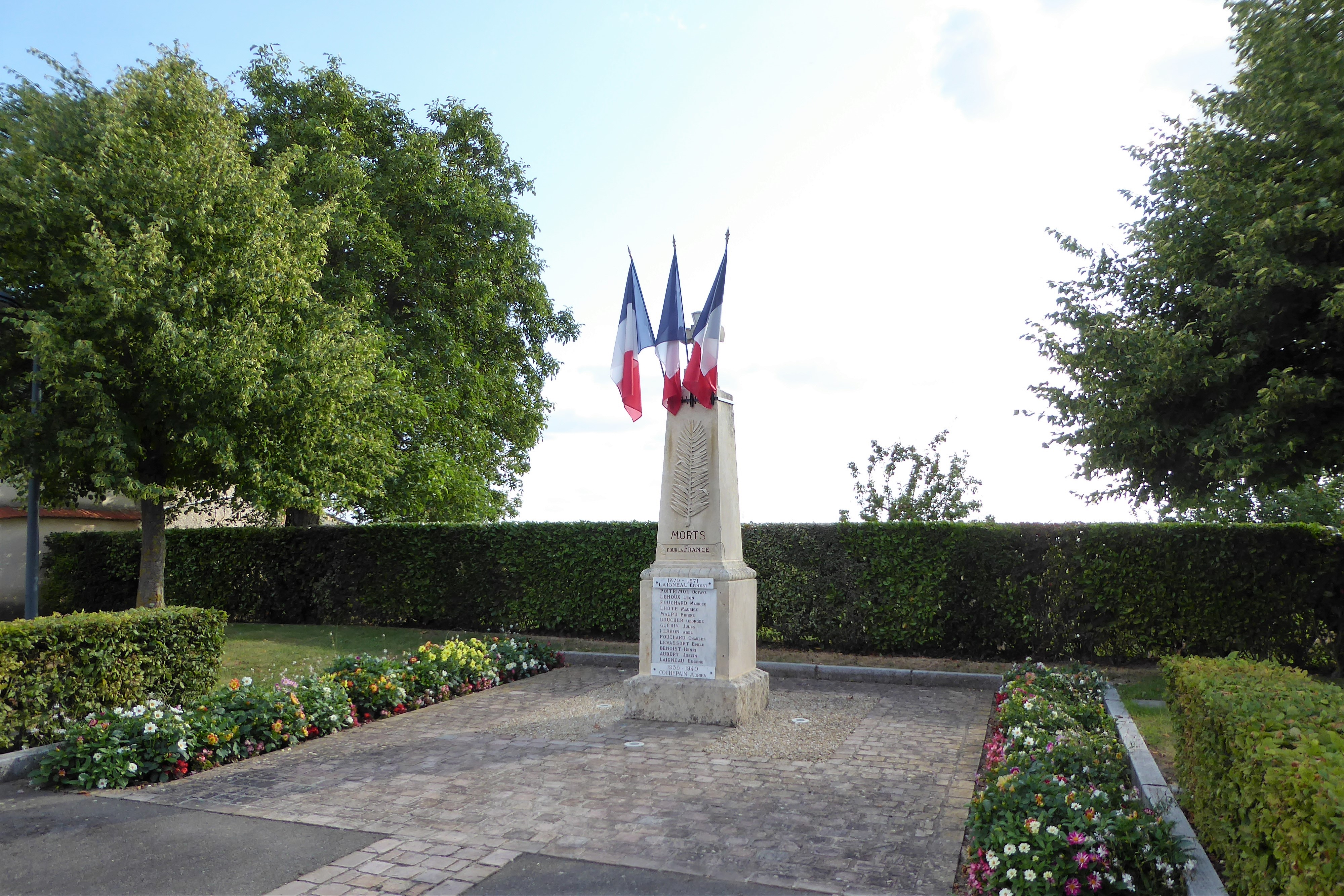
Le monument aux morts.
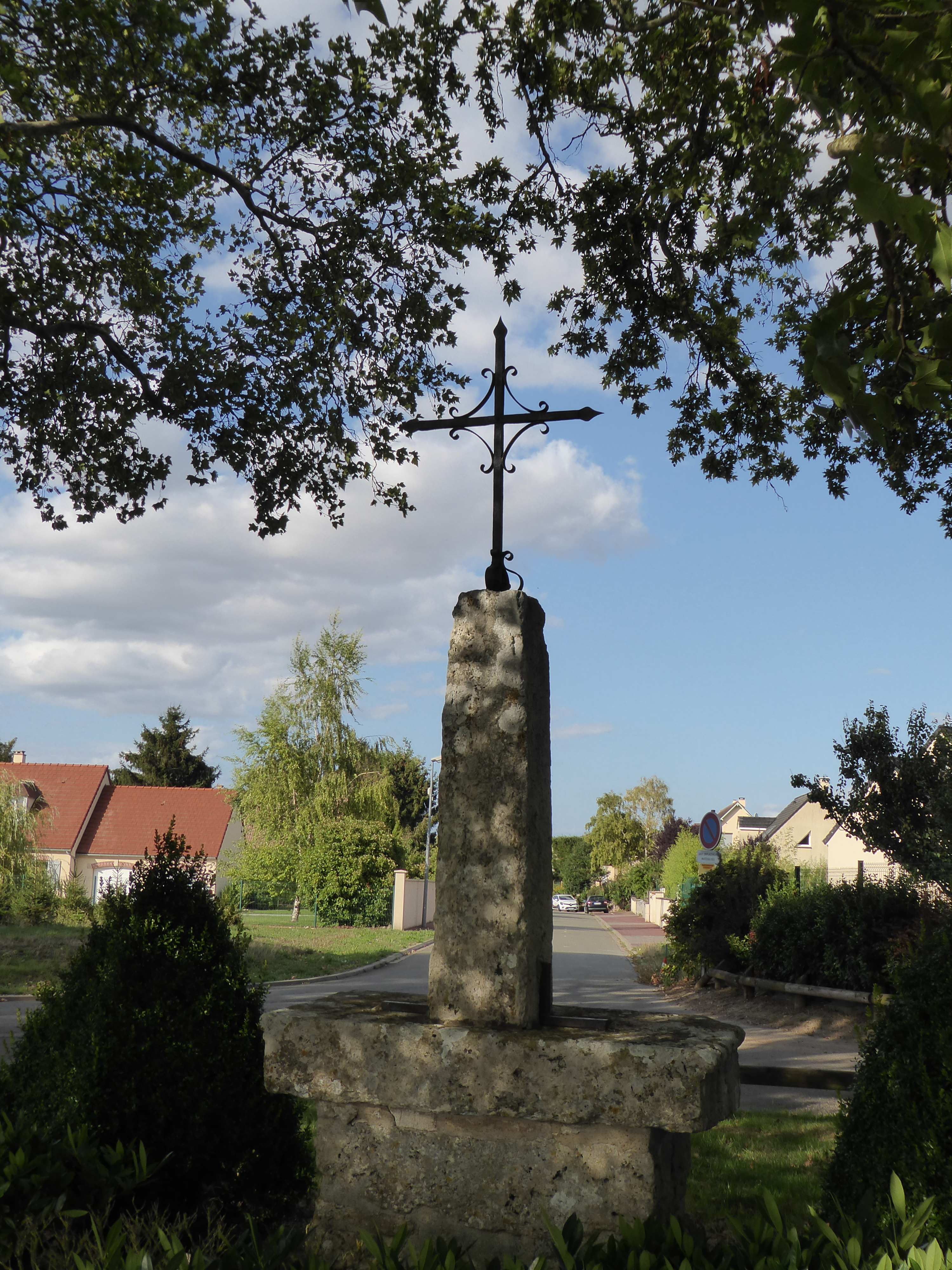
La croix rue de Corancez.

### Personnalités liées à la commune
- Jérôme Pétion de Villeneuve (1756-1794), révolutionnaire, maire de Paris, il possédait 23 hectares à Gellainville[25] ;
- Edmond Poillot (1888-1910), journaliste et pilote pionnier de l'aviation, mort au champtier de Marin Fosse de Gellainville lors de son accident d'avion.

### Héraldique
Pour un article plus général, voir Armorial des communes d'Eure-et-Loir.
| Blason de Gellainville | Blason  | Taillé : au 1er d'or à deux clés de sinople renversées et passées en sautoir, au 2d d'azur à la croix ancrée d'or. |
| Blason de Gellainville | Détails | Le statut officiel du blason reste à déterminer.                                                                   |